# Gedit
gedit（ジーエディット）は、GNOMEデスクトップ環境のために開発されたテキストエディタ。2022年3月のGNOME バージョン 42 以前まではGNOMEのデフォルトのテキストエディタであり、またGNOME Core Applicationsの一部であったが、GNOME Text Editorに取って代わられた。汎用テキストエディタとして設計されたgeditは、GNOMEプロジェクトの理念に従って、シンプルで使いやすいGUIを目指している。geditにはソースコードやマークアップ言語などのテキストを編集するためのツールも含まれている。
geditはGNU General Public Licenseバージョン2以降でライセンスされている自由かつオープンソースのソフトウェアである。
2017年7月までgeditはメンテナンスされていない状態が続いていたが、2017年8月に2人の開発者がボランティアで作業を再開した。

## 特徴

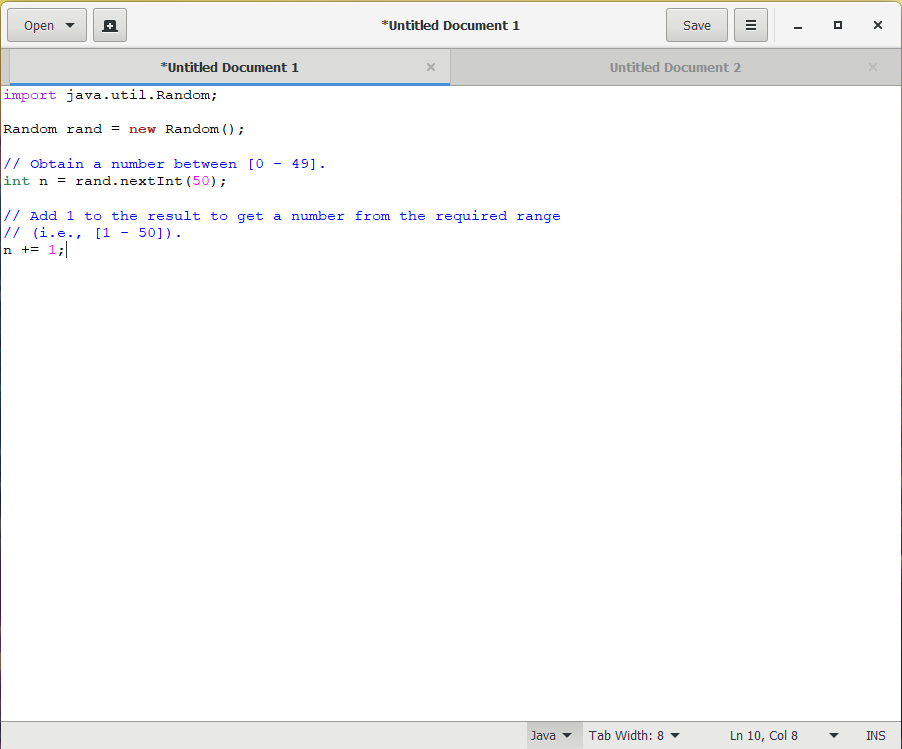
Windows 10上で動作するgedit

geditはGtkSourceView経由のシンタックスハイライティング機能を有しており、これはMediaWikiを含む複数のプログラミング言語とマークアップ言語に対応している。geditはまた、GUIのタブを持っており、複数のファイルを同時に編集することができる。タブは、複数のウィンドウ間でユーザーによって任意に移動させることができる。また、GVfsライブラリを使ったリモートファイルの編集にも対応している。完全なアンドゥとリドゥ、検索と置換なども可能である。他のコーディング向けの機能としては、行番号の表示、対応する括弧の表示、行折り返し、現在の行のハイライト、自動インデント、自動ファイルバックアップなどが含まれる。
geditにはプラグインシステムがあり、Enchantによる多言語スペルチェックやスニペット、PythonやBashターミナルなどの外部アプリケーションとの統合などの新機能を追加することができる。geditには多数のプラグインが内蔵されており、gedit-pluginsパッケージやオンラインでさらに多くのプラグインが提供されている。
バージョン3.20からgeditはスペルチェックにgspellを使用している。
gedit には、開いているファイルのリストと (サイドバーの別のタブに) ファイルブラウザーを表示するオプションのサイドバーがある。また、オプションのボトムバーには、Python コンソールとターミナル(gedit-plugins を使用)がある。gedit は、開いているファイルが別のアプリケーションによってディスク上で変更されたことを自動的に検出し、そのファイルを再読み込みするように提案する。プラグイン (gedit-plugins パッケージ内) を使用すると、gedit は現在開いているタブのリストであるセッションを保存および読み込むことができる。
geditは印刷もサポートしており、印刷プレビューやPostScriptおよびPDFファイルへの出力をすることもできる。印刷オプションには、テキストフォント、ページサイズ、方向、余白、オプションのページヘッダーと行番号の印刷、構文の強調表示などがある。
2013年後半から2014年初頭にかけて、Gnome 3.12へのメジャーアップグレードを受け、新しい、よりクリーンなユーザーインターフェースと、Unityなどの他のデスクトップインターフェースとの連携を改善するためのコードベースの改善が行われた。

## アーキテクチャ

2010年からのロゴ

gedit 2009年からのロゴ

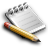
2006年からのロゴ

geditはGNOME Core Applicationsの一部であり、gedit 3は、GTK 3.0とGNOME 3.0のライブラリを利用している。GNOMEへの統合としては、GNOME Filesとの間でのドラッグ・アンド・ドロップの対応が含まれる。
geditはドキュメントにGNOMEヘルプシステムを使用している。また、仮想ファイルシステムとGNOME printing frameworkも使用している。
2008年12月、geditのバイナリはmacOSとMicrosoft Windowsで利用可能になった 。最新のWindows 32bit向けのバイナリは2.30.1で、これは2014年にリリースされたものである。しかしながら、64bit Windows向けのリリースは続けられている。
Windows用のgeditの現在のバージョン（3.0+）もMSYS2から入手でき、組み込みのPacmanパッケージマネージャーを介してインストールすることができる。